# Brooke Bruk-Jackson
Brooke Bruk-Jackson (Harare, Zimbabue; 26 de julio de 2002) es una modelo de Zimbabue y ganadora de un concurso de belleza que fue coronada Miss Universo Zimbabue 2023. Representó a Zimbabue en Miss Universo 2023.

## Primeros años y educación
Bruk-Jackson nació en Harare en una familia blanca de Zimbabue de cinco miembros, hija de Tracey Evans Bruk-Jackson, y se crio en el suburbio de Newlands. Bruk-Jackson se educó en Chisipite Senior School en Harare y luego asistió a la Academia Británica de Diseño de Moda en Londres y al Instituto de Terapia de Belleza en Ciudad del Cabo. Después de terminar su educación, Bruk-Jackson comenzó a trabajar como terapeuta de belleza en Ciudad del Cabo. Además de inglés, también habla shona.
Bruk-Jackson también ha trabajado como modelo en Zimbabwe y Sudáfrica desde 2019, y fue descubierta por primera vez por la agencia de modelos sudafricana Boss Models en 2017.

## Concursos de belleza
El 16 de septiembre de 2023, Bruk-Jackson fue coronada Miss Universo Zimbabue 2023, su primer concurso. Como parte de su paquete de premios, Bruk-Jackson recibió un premio en efectivo de 10.000 dólares estadounidenses, un viaje a las Cataratas Victoria, un contrato de un año con la empresa de ropa Hilz Couture, un tratamiento de spa, dos años de alojamiento, productos de belleza y boletos aéreos hacia y desde Centroamérica, además de convertirse en embajador de marca para varias empresas patrocinadoras.
Bruk-Jackson representó a Zimbabue en Miss Universo 2023, lo que marcó la primera aparición de la nación en la competencia desde Miss Universo 2001. Después de su victoria, Bruk-Jackson se volvió viral debido a su identidad como zimbabuense blanca y su condición de única concursante blanca en Miss Universe Zimbabue 2023, y el público internacional criticó su victoria en un certamen de Zimbabue, que es hogar de una población africana principalmente negra. En respuesta a la controversia, Bruk-Jackson y su victoria en el certamen fueron defendidas en gran medida por los medios de comunicación de Zimbabwe.